# 姜密
姜密（？年—？年），字一元，山東夏津縣人。明朝政治人物。

## 生平
嘉靖四十年（1561年）辛酉科山東鄉試舉人。嘉靖四十三年（1564年）官直隸阜城縣知縣。調撫寧縣，升戶部郎中。

## 家族
父姜贊化，嘉靖庚子舉人，官富平知縣。